# Різдво в Ісландії

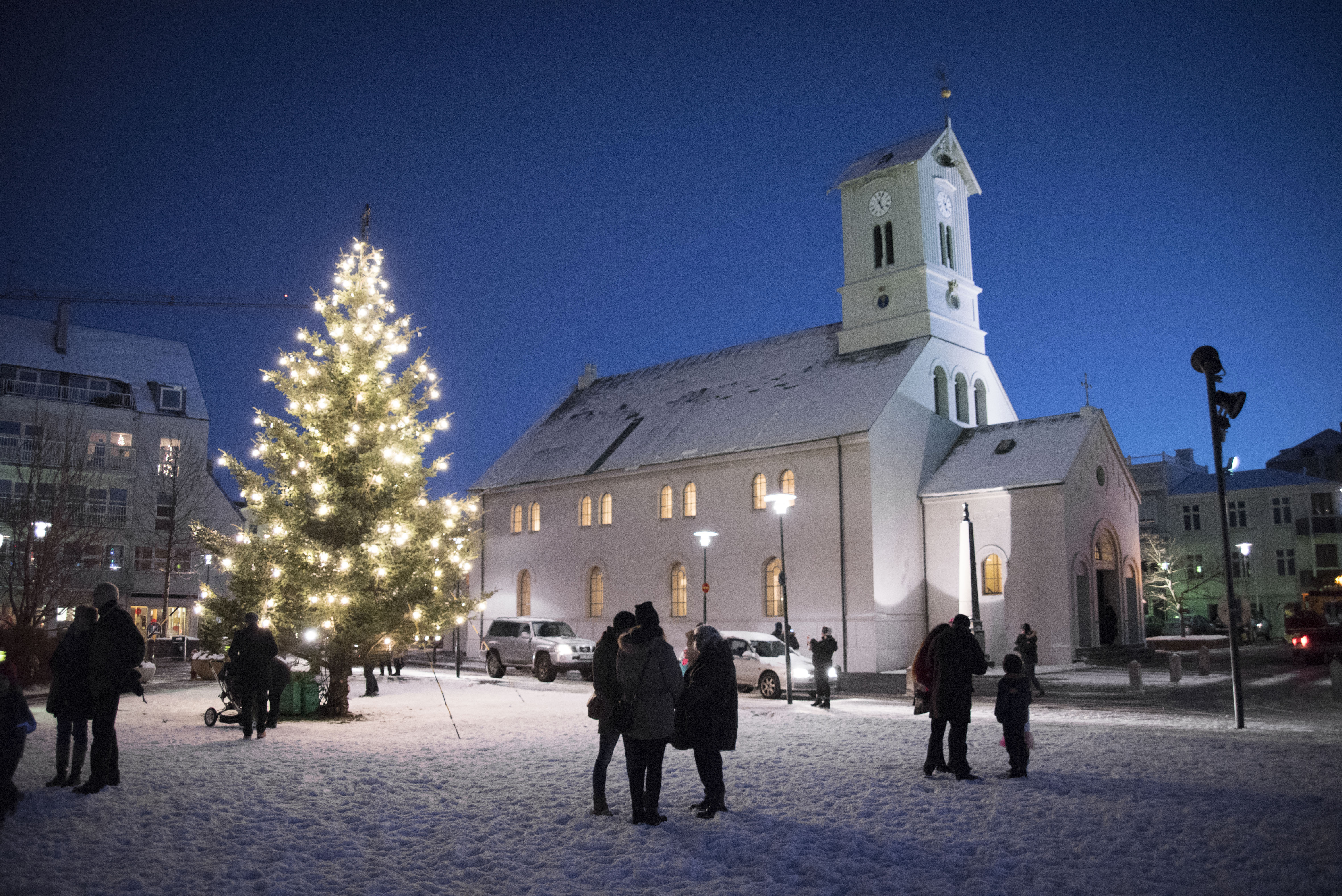
Різдвяна ялинка біля собору Рейк'явіка

Різдво в Ісландії (Jól) починається за чотири тижні до справжнього Різдва 24 грудня (Aðfangadagur) і закінчується через тринадцять днів, 6 січня (Богоявлення).
За традицією щонеділі запалюють одну свічку, поки 24 числа не запалять чотири свічки. О 18:00 церковні дзвони починають святкування Різдва. Релігійні та/або традиційні ісландці відвідуватимуть в цей час месу, тоді як світські ісландці негайно розпочнуть святкову трапезу. Після трапези вони відкривають подарунки та проводять вечір разом. В Ісландії на свята найчастіше їдять копчену баранину, куріпку та індичку. Також популярною є свинина.
За тринадцять днів до 24 грудня діти залишать своє взуття біля вікна, щоб 13 святкових хлопців (jólasveinarnir) могли залишити в їхньому взутті маленькі подарунки. Це Юлі Ладс — сини двох тролів, Гріли та Леппалуді, які живуть в ісландських горах. Кожен зі святкових хлопців відомий своїм видом пустощів (наприклад, грюкаючи дверима, крадіжкою м'яса, крадіжкою молока або поїданням свічок). Святкові хлопці традиційно носять ранній ісландський вовняний одяг, але тепер відомі завдяки впізнаванішому червоно-білому костюму.
У кожному домі у вітальні зазвичай встановлюють ялинку, і більшість прикрашають її 11 грудня. Окрім прикрас, під ялинку кладуть подарунки. У багатьох домівках 23 числа також є традиція варити рибу (скати). День знаний як меса Святого Торлака (Þorláksmessa).
Традиційно під час святкового сезону сім'ї працюють разом, щоб випікати невелике печиво, щоб подати або роздати гостям. Найпоширеніші тонкі імбирні пряники, які прикрашені різними кольорами глазурі. Також багато сімей дотримуються традиції приготування Лауфабраура (laufabrauð) — плоского тонкого хліба, який вирізають за допомогою спеціального інструменту та техніки складання.
Кінець року поділяється на два дні — День Старого року (Gamlársdagur) і День Нового року (Nýársdagur). У ніч першого та вранці другого ісландці запускають феєрверки, проводжаючи старий рік і вітаючи новий.
Через тринадцять днів після 24-го ісландці прощаються зі святковими хлопцями та іншими містичними істотами, такими як ельфи та тролі. По всій країні влаштовують багаття, а ельфи, святкові хлопці та ісландці разом танцюють перед тим, як попрощатися до наступного Різдва. Це свято відоме в інших місцях як День Водохреща.

## Подальше читання
- Rognvaldottir, Nanna. Countdown to Christmas: Festive Icelandic recipes and lore. 2022. Forlaid. ISBN 978997910549